# IBM HandShaker
IBM HandShaker (также известен как Connect Commander или CN) — файловый менеджер для операционной системы DOS, разработанный в 1991 году. Имел русский и английский пользовательский интерфейс, встроенный скринсейвер, использовался как замена DOS Shell профессиональными программистами, ввиду многочисленных дополнительных возможностей программы.

## История
Разрабатывался в Харькове программистами Яном Балтером и Дмитрием Орловым с 1991 года. Последняя версия IBM HandShaker 7.5 выпущена в 1999 году, и альтернативная версия Connect Commander 8.0 выпущена в 2001 году.

## Описание
Был впервые разработан как интегрированная среда для разработчиков встроенных системных и аппаратных средств, но в итоге стал файловым менеджером со своим (хотя и весьма примитивным) языком сценариев и отладчиком. Как и DOS Navigator, написан в Turbo Pascal с использованием Turbo Vision.

## Возможности
- Файловый процессор, выполненный в стиле Norton Commander, с расширенными функциями обработки каталогов как файлов и архивов как каталогов;[3]
- Многооконный текстовый редактор, сопоставимый по возможностям с MultiEdit;
- Многооконный HEX-редактор файлов;
- Работа с базами данных dBase, с возможностью поиска с регулярными выражениями, редактирования полей, удаления записей и просмотра memo-полей в текстовом и HEX виде, помещения содержимого полей в буфер обмена;
- Компилятор встроенного скриптового языка, предназначенного для управления текстовым редактором и терминалом;
- Редактор клавиатурных макросов;
- Компьютерный терминал, совместимый с ANSI.SYS, работающий в фоновом режиме;
- Телефонный справочник с возможностью автодозвона при помощи модема;
- Вспомогательные инструменты (калькулятор программиста, дизассемблер, редактор оперативной памяти, часы с будильником, календарь, таблица ASCII, система квази-фоновой печати позволяющая печатать редактируемыми графическими шрифтами, CD player);
- Контекстно-чувствительная расширяемая справочная система с возможностью поиска c регулярными выражениями по всему help-файлу, создавать собственные help-файлы, делать ссылки из одного help-файла на другой, запускать из help-системы внешние программы;
- Меню настройки параметров программы (цветов, рабочих каталогов, режима работы клавиатуры и мыши, а также многого другого);
- Просмотр HTML файлов с возможностью переходить по гипертекстовым ссылкам и автоматическим преобразованием кодировок DOS/WIN/KOI;